# Nordisk bibelmuseum

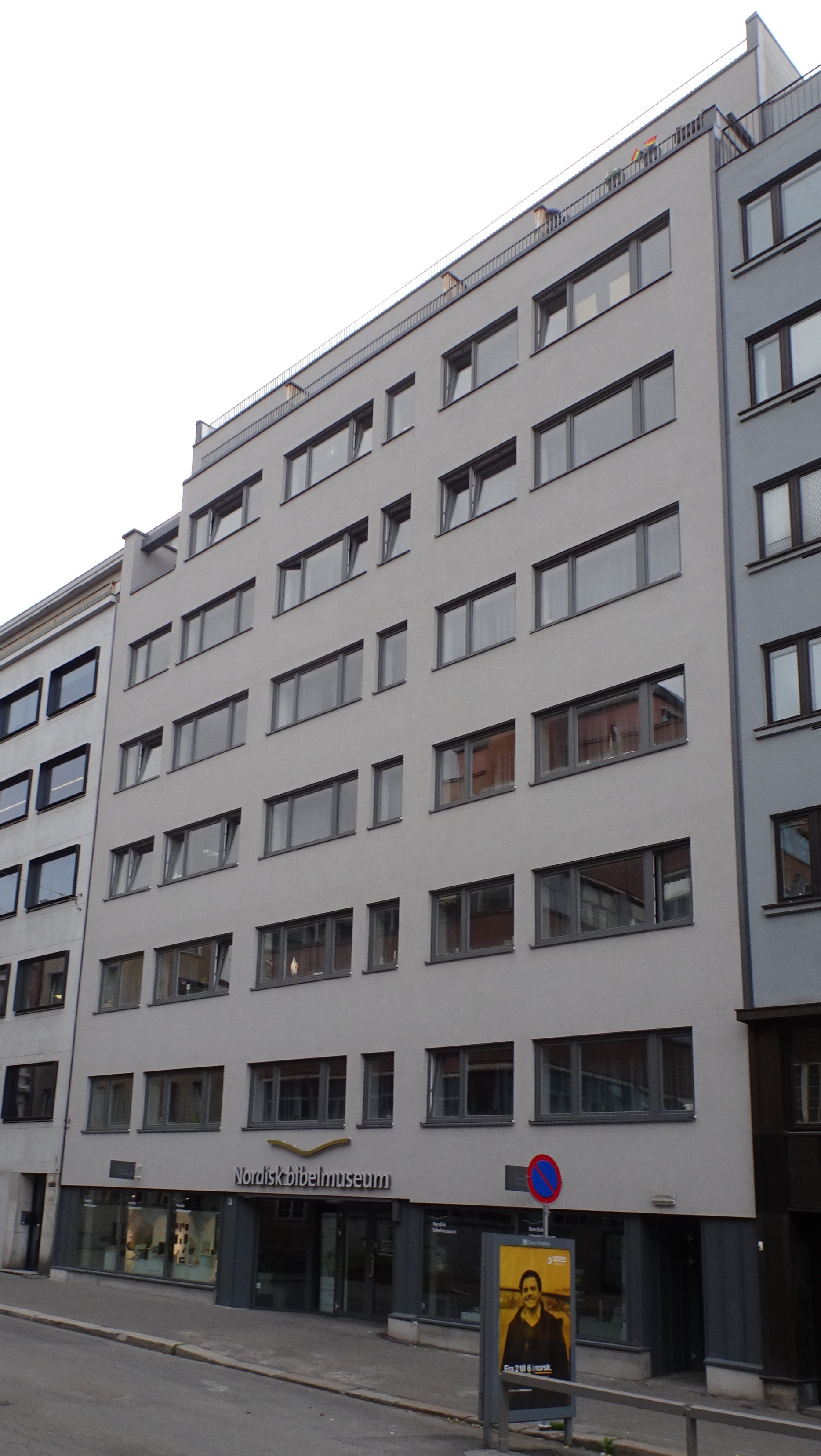
Nordisk bibelmuseum håller till i Nedre Slottsgate 4C, Oslo.

Nordisk bibelmuseum (Nobimu) i Oslo, Norge, är Nordens första bibelmuseum.

## Historia och organisation
Museet startades på initiativ av Rune Arnhoff(no), en bibelsamlare som innehar den största bibelsamlingen i Norden. Fram till 2016, då den köptes av Arnhoff, hade samlingen tidigare tillhört Det Norske Bibelselskap. Arnhoff har sagt att medan han är Jehovas vittne, är museet hans eget personliga projekt och inte förknippat med trossamfundet. Vid öppningstillfället fanns det cirka 2 500 biblar i samlingen; många fler har sedan dess skänkts av allmänheten.
Museet invigdes den 31 maj 2018 av Stortingsledamot Kristin Ørmen Johnsen(no). Det håller till i Nedre Slottsgate 4C i Oslo centrum.
Nobimu är organiserad som en stiftelse som drivs av ca. 40 frivilliga.

## Utställningar
Museet disponerar Nordens största samling på över 5 000 biblar från och med 2021 och innehåller ett varierat urval av nordiska och icke-nordiska biblar. Några av de sällsynta är en utgåva av Gustav Vasa-bibeln från 1541, Christian IIIs Bibel(no) från 1550 (reformationsbibeln), en originalsida ur Gutenbergbibeln (den enda utställda i Norge), en latinsk bibel (Vulgata) från 1487, den första samiska bibeln utgiven 1811, en upplaga av den första finska bibelöversättningen som trycktes i Finland 1685 och pergament-handskrifter från ca. 1250.
Det finns också temautställningar om King James Bible – den mest tryckta bibeln – och en samling miniatyrbiblar, däribland världens minsta tryckta bibel. 
Under covid-19-pandemin fokuserade museet på digitala utställningar: delar av samlingen digitaliserades, så att besökare kunde se dem på distans, och museet höll webbseminarier om Bibelns historia.